# بخش مرکزی شهرستان خوی
بخش مرکزی شهرستان خوی یکی از بخش‌های شهرستان خوی در استان آذربایجان غربی در شمال غربی ایران است.

## تقسیمات کشوری
- بخش مرکزی شهرستان خوی
  - دهستان دیزج
  - دهستان رهال
  - دهستان فیرورق
  - دهستان قره سو
  - دهستان گوهران

شهرها: خوی، فیرورق، دیزج دیز

## جمعیت
براساس سرشماری مرکز آمار ایران در سال ۱۳۹۵، جمعیت این بخش برابر با ۲۸۸٬۲۶۹ نفر (۸۵٬۳۴۲ خانوار) بوده‌است. 